# フランシスコ・ペレイラ・パソス

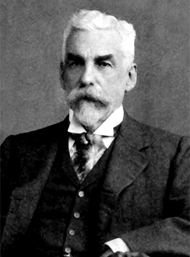
フランシスコ・ペレイラ・パソス

フランシスコ・ペレイラ・パソス（Francisco Pereira Passos 、1836年8月29日 - 1913年3月12日）は、ブラジル人土木技術者・都市計画家。1902年にロドリゲス・アルヴェス大統領によってリオデジャネイロ市長に任命され、リオ・デ・ジャネイロの都市改造を行った。ブラジルの最初の観光鉄道であるコルコバード鉄道の建設などに従事し、リオ・デ・ジャネイロ、エンジニアリング・クラブの会長も務める。現在リオ市に同氏の名前を冠したペレイラ・パソス研究所がある。

## 略歴
- 1836年、男爵の家柄に生まれる。14歳までリオデジャネイロのリオクラロ、現在のマーク・セント・ジョン地区バルサムファームですごす。
- 1852年、ブラジルの元陸軍士官学校工科から大学となったリオデジャネイロ連邦大学に入学、物理および数理科学の学士として1856年卒業し、技師の任命を受ける
- 1857年から1860年までフランスに留学し、オスマン男爵のパリ都市改革を視察。パリでの滞在は今後仕事とする鉄道工学と都市計画のステップに大きな影響をあたえられた
- 1860年にブラジルに戻り、コーヒー産業界の要求に応じて、ブラジルの鉄道の建設と拡張に従事
- 1867年、サンパウロ州サントスの鉄道の拡張建設に参加
- 1870年、農務公共事業省技術顧問。翌年、帝国政府の技術官としてヨーロッパに赴く。シエラ・デ・ ペトロポリス鉄道、コルコバード鉄道事業を実行するため研究を目的としていた。ヨーロッパの鉄道システムで20％斜面でマウントリーギに登ったスイスの鉄道に触発され、また男爵の招待で、同時にアーセナルポンタ・ダ・アレイアに向け自動車製造工場を見学
- 1874年、帝国省のトップエンジニアに任命され、街路大通り、地下埋設物や他の河川と都市衛生対策の建設の拡大を含め、首都の都市改革のための一般的な計画を提示する委員会に参加
- 1875年から1876年、都市調査を実施。これは後市長としての手順の管理に実装されている未来都市のマスタープランの基礎となす
- 1880年から1881年、パリを再び視察。 ソルボンヌやコレージュ・ド・フランスを暫定的に見学。工場、鉄鋼と輸送会社を訪問しヨーロッパの主要公共作品も視察
- 1881年から、パラナグアの港からクリチバへ結ぶパラナ州のカンパニー・ジェネラル・デ・Chemins・デ・リンク鉄道線の建設に付随するbresiliensアシュためのコンサルタントになる
- 1882年、リオに戻り建設準備。壮大な道路建設のために、株主だったイタリアのジュゼッペ・フォグリアニにプロジェクトの買収を提案している
- 1902年から1906年まで、リオの市長に任命され、フランスの主要都市を手本に、都市における主要な改革を推進
- 1903年、プラカダリバブリカXVホールの発足、マレシャルフロリアーノ・サクラメントストリート拡張（現在アベニューステップ）、アルト・ダ・ボアビスタ園を開設。
- 1903年から1904年、ピランハクラブの旧通り拡張の他、水族館の公共路を建設
- 1905年から1909年に、リオデジャネイロ市テアトロ地区建設開始
- 1905年、新しい道路「Tijuca」を開通。またマレシャルフロリアーノのヘラルゴ・デ・サンタ・リタやテテストリート、ウルグアイアナストリート （オールドストリートディッチ）をそれぞれ拡大拡張。中央通り（現在のダリオブランコ）開通。また、コパカバーナでアトランティカ建設のための法令制定。モデル学校Tiradentesを開校し、グンゴメスフレイレ・デ・アンドラーデとマラカナアベニューを開通させる
- 1906年、ルア・ダ・カリオカを拡張と栄光の庭を開園、Lage島に新たな要塞を建設し、セントルイスの宮殿（後のモンローの宮殿）で常設展示を開始。この他、リオデジャネイロ港の改良事業の完了とキャンプセントクリストファーのと美化向上、フラメンゴとボタフォゴの海岸に公園建設、ラルゴ・ダ・カリオカ改修、ボタフォゴ・ムーアパビリオンとフェリー乗り場の近くにムーアレストラン建設と都市の水供給の改善を図る
- 1913年、リオ・デ・ジャネイロからヨーロッパに向かう「アラグアイア」号の船中で死去した

20世紀初頭に、リオデジャネイロは、ヨーロッパからの移民と奴隷から自由な労働への移行に後押しされ、その迅速かつ外の成長の大部分に起因する、主要な社会問題を受けていた。
旧市街とその周辺地域というリオデジャネイロの中心部に不衛生な連立（噴出したスラム街 ）の疫病、黄熱病、天然痘、コレラが知られるようになり、国際的な名声が汚れ、死の街という不名誉な称号を受ける。
一般に「ブートダウン」として知られている期間、都市部の改革に向け再編し、都市計画でリオデジャネイロ近代的でコスモポリタンな街の空気を与えるという都市美化を目指した。この時パソスは、植民地都市の、その構造とシティホールをリオデジャネイロに取り、交通、水道、下水道、健康と安全プログラムを必要としている万人から指示を受けていた。
オスマンの改革に触発され、市長在任4年間で街の外観を変え、不衛生の宅地の改善と、建物が連邦政府の首都を代表するに値する狭い路地や暗所は大降りかかる大通りへの変貌を課し、再編とループ道路の循環の順序は、住宅、舗装された通りへいくつか拡張解体する。通りの拡張は、中心部から通気、換気、優れた照明を可能にし、またより高い基準を採用している。
ラパアーチダで人がデサを自由に通過するためにとモロ上院に平行な建物配置となる。ストリートVala（現在の拡大が完了した時点のウルグアイアナストリート）を1906年、通りの片側にすべての住宅の解体を主張、20世紀初頭当時最高の店を収容し1800フィート長さ33メートルという広い中央通りを考案。現在のダリオブランコで街の最も重要な大通りとなり、今日、経済、行政の中心地の役割を果たしている。ベイラマール通りではできるだけ早く建設するように開かれ、自ら陣頭に立って検査した。これは、寡婦の丘から市内中心部を接続した。
大通りは、市内の端を接続するための効果的な方法であったが、このリンクはさらにトンネルの開口部によって補強されている。 
この改革後、オズワルド・クルスがリオ・デ・ジャネイロは、死の町というニックネームを失ったと述べ、1908年には、アフォンソ・ペーナの発案で、百周年を祝い、ワンダフルタウンとしてナショナル・エキシビションを開催。
その一方、衛生環境の改善にもかかわらず、約1,600もの古い住宅の建物が破壊されることで、パソスの計画形成の開始から高い社会的コストが課される。スラム街が発生し、これがまだ部分的に低所得の人口によって占められていたまち中央部の風土を直撃したともいえる。これらの取り壊しで締め出された市内中心部の貧しい人々は高い家賃を支払って新居地で暮らすのは不可能で、他の家族と一緒に劣悪な環境に暮らすことを余儀なくされる。郊外に建てられた彼ら用の宅地は、十分手頃な価格の住宅というわけではなかったのである。結果、リオの近郊には、ファベーラと呼ばれる丘陵地を覆う不法占拠によるスラム街を生み出し、リオの人口の5分の1、およそ100万人をそこに収容することとなる。
1897年当時のブラジル共和国の帰還兵たちが住みついた場所もファベーラと呼ばれるが、もともとファベーラの歴史は1888年の奴隷廃止で、居場所を失った奴隷らの者たちが居直って都市に住みついた時に生まれたとされる。計画都市発足の裏で生み出されたこうした恒常的仮設性都市は、例外を除けば舗装道路もごみ収集も下水設備から水道も電気もない地域もある。
ここからさらに地方からの移住者流入が始まり、新参者の流入してきたことによりいっそうスラムの様相を化した。
改造によって影響を受けた巨大人口のかなりの部分が、サンアントニオやプロビデンス周辺へまばらに、地域や都市中心部に位置する丘に残った。迅速な占領に苦しむ住宅へプロレタリアがスラム街に来る、それがこのときに市内の設定を超え、その後都市高密化に伴いファベーラもさらに高密化していった。